# Суперлуние

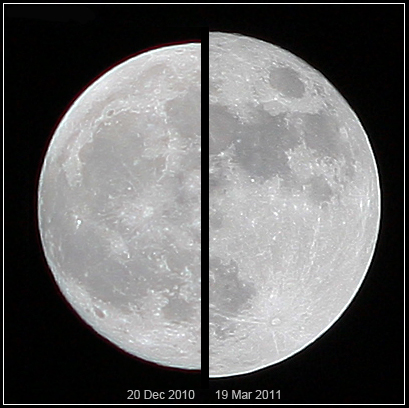
Суперлуние 19 марта 2011 года (справа) в сравнении со средним размером Луны 20 декабря 2010 года (слева), наблюдаемое с Земли

Суперлу́ние — явление, происходящее при совпадении полнолуния или новолуния с перигеем — моментом наибольшего сближения Луны и Земли. Это происходит вследствие эллиптической орбиты, по которой Луна вращается вокруг нашей планеты. Благодаря данному явлению с Земли можно видеть более крупный размер лунного диска, чем обычно. Термин «суперлуние» имеет астрологическое происхождение и не имеет точного астрономического определения.
Не следует путать данное явление с так называемой лунной иллюзией, при которой Луна в положении низко над горизонтом визуально кажется большей по размеру, чем при более высоком расположении.
Противоположное суперлунию явление называется микролуние или микролуна (англ. micro moon), хотя, в отличие от первого, этот термин применяется не так широко.
Русский термин «суперлуние» происходит от английского термина super moon, который впервые был использован в 1979 году в журнале гороскопов издательства Dell Publishing.

## Известные случаи
Из 12 или 13 полнолуний в году, 3 или 4 можно классифицировать как суперлуние. Последнее крупнейшее суперлуние состоялось в 16:54 14 ноября 2016 года. В следующий раз после этого такой эффект повторится через 28 лет. В предыдущий раз такой эффект наблюдали в 1948 году, тогда Луна была ещё на 50 километров ближе к Земле.
Также зафиксировано суперлуние с 27 на 28 сентября 2015 года, оно совпало с полным лунным затмением, видимым, в том числе, и в европейской части России.
В ночь с 19 на 20 августа 2024 года суперлуние совпало с Голубой луной — такое сочетание носит название «Осетровая луна».

## В астрофизике
Суперлуние не считается выдающимся событием в астрофизике; по словам российского астрофизика Сергея Попова, «Это очень скучное событие, такое происходит несколько раз в году. И увидеть разницу в размерах Луны никто не сможет, она не станет гигантской», и сравнение суперлуния и полнолуния сопоставимо с утверждением, что «в одном зоопарке родился слонёнок на 1 см толще, чем в другом». В самом деле, данные NASA по суперлунию в ноябре 2016 г. взяты в сравнении с кажущимся размером и яркостью Луны, находящейся на максимальном удалении от Земли. Среднее расстояние от Земли до Луны, по данным NASA, составляет 384 400 километров; во время суперлуния Луна приближается к Земле на «какие-то проценты от расстояния между ними», поэтому если высота приливов и отливов и увеличивается, то незначительно.

## Определение
Расстояние между Землёй и Луной варьируется от 357 тысяч километров до 406 тысяч километров из-за эллиптической орбиты Луны, по которой спутник обращается вокруг Земли (расстояния даны между центрами небесных тел).
При прохождении полной Луной перигея (суперлуние) спутник Земли выглядит на 14 % больше в диаметре и на 30 % ярче, чем при прохождении наиболее удалённой точки — апогея (микролуние).